# Florian Rinnerthaler
Florian Rinnerthaler (* 20. Jänner 1982 in Salzburg) ist ein ehemaliger österreichischer Judoka.

## Biografie
Florian Rinnerthaler begann seine Karriere bei der Union Flachgau.  Nach der Matura verpflichtete er sich beim Heeresleistungssportzentrum und war jahrelang ein fester Bestandteil der österreichischen Nationalmannschaft. 1999 gewann er das renommierte Nachwuchsturnier in Bremen. 2004 bis 2008 startete er bei den Europameisterschaften, schaffte jedoch keine Platzierung und konnte nur einen Kampf gewinnen. Mehr Erfolg hatte er bei Weltmeisterschaften. So gewann er jeweils zwei Kämpfe bei den Weltmeisterschaften 2005 in Kairo und 2007 in Rio de Janeiro. Er wurde 11-mal Österreichischer Meister (darunter 4 mal Staatsmeister) in unterschiedlichen Altersklassen.

## Erfolge
Rinnerthaler feierte alle seine Erfolge in der Klasse bis 81 kg:
- 2. Rang USK Prag Cup 2009
- 2. Rang International Tournament Kiyoshi Kobayashi 2005
- 3. Rang Super World Cup Tournoi de Paris 2005
- 3. Rang Militärweltmeisterschaften 2007 in Hyderabad
- 3. Rang Swedish Open Borås 2003
- 7. Rang Super World Cup Moskau 2006
- mehrfacher österreichischer Meister